# Морская пехота Сальвадора
Морская пехота Сальвадора (исп. Infanteria de Marina) — род войск в составе военно-морских сил республики Сальвадор.

## История
В конце 1970х годов положение в Сальвадоре оставалось сложным: мирный договор после «100-часовой войны» (14-20 июля 1969 года) с Гондурасом был не подписан и вопрос о линии границы (в том числе, о морской границе и принадлежности островов в заливе Фонсека) оставался не урегулирован. При этом, в 1980 году началось формирование подразделения морской пехоты в составе военно-морских сил Гондураса. 
На рубеже 1979-1980 гг. в Сальвадоре началась война с партизанами ФНОФМ и при содействии США правительство страны начало увеличение численности вооружённых сил.

### 1981—1992
В октябре 1981 года на военно-морской базе Ла-Уньон (основной базе военно-морских сил Сальвадора) была создана 1-я рота морской пехоты (1ra Compañía de Infanteria de Marina), изначально состоявшая из 40 военнослужащих. В январе 1982 года численность роты была увеличена до 120 военнослужащих, в обучении которых участвовали военные инструкторы США из спецподразделения SEAL.
Пулемётчиками и другими военнослужащими этого подразделения усиливали экипажи катеров военно-морских сил Сальвадора.
В 1983 году подразделение было переименовано в «роту морских коммандос» (Compañía de Comandos Navales). В конце 1984 — середине 1985 года «рота морских коммандос» была преобразована в «батальон морских коммандос».
15 января 1985 года при помощи военных советников из корпуса морской пехоты США началось создание батальона морской пехоты (BIM, «12 de Octubre» Batallon de Infanteria de Marina) — изначально находившегося в городе Усулутан.
В 1986 году в Пунта-Рука при содействии США на месте ранее действовавшего учебного центра была создана новая военно-морская база (которая стала местом постоянной дислокации батальона морской пехоты). В 1988 году батальон состоял из четырёх рот и в нём насчитывалось до 600 военнослужащих.
В ходе гражданской войны «морские коммандос» в боевых группах численностью 8-15 человек прочесывали прибрежные мангровые заросли, леса и пляжи, организовывали засады и нападали на лагеря партизан ФНОФМ. Морская пехота действовала более крупными подразделениями, в основном в прибрежной зоне южнее города Усулутан, а также в устье реки Лемпа.

### После 1992
После подписания соглашений в Чапультепеке в январе 1992 года и окончания войны началась демобилизация, сокращение численности войск и военных расходов. Батальон морской пехоты и рота морских коммандос были переформированы в роту морской пехоты и отдельную роту морских коммандос. Личный состав был переодет в копию американского камуфляжа «Woodland» местного производства.
Линия границы между Гондурасом и Сальвадором (в том числе, морская граница в заливе Фонсека) и принадлежность островов в заливе Фонсека были окончательно установлены решением Международного суда ООН 11 сентября 1992 года. В 2002 году был подписан «меморандум о взаимопонимании» между Сальвадором, Гондурасом и Никарагуа, в котором стороны подтвердили желание уважать морские границы в заливе Фонсека и решать возникающие проблемы мирным путём.
Тем не менее, вопросы лова рыбы и морской границы в заливе Фонсека остались источником конфликтов между Сальвадором и Гондурасом.
В 2010 году в составе ВМС Сальвадора находились рота морской пехоты (160 человек) и отдельная рота «морских коммандос» (90 человек).

## Современное состояние

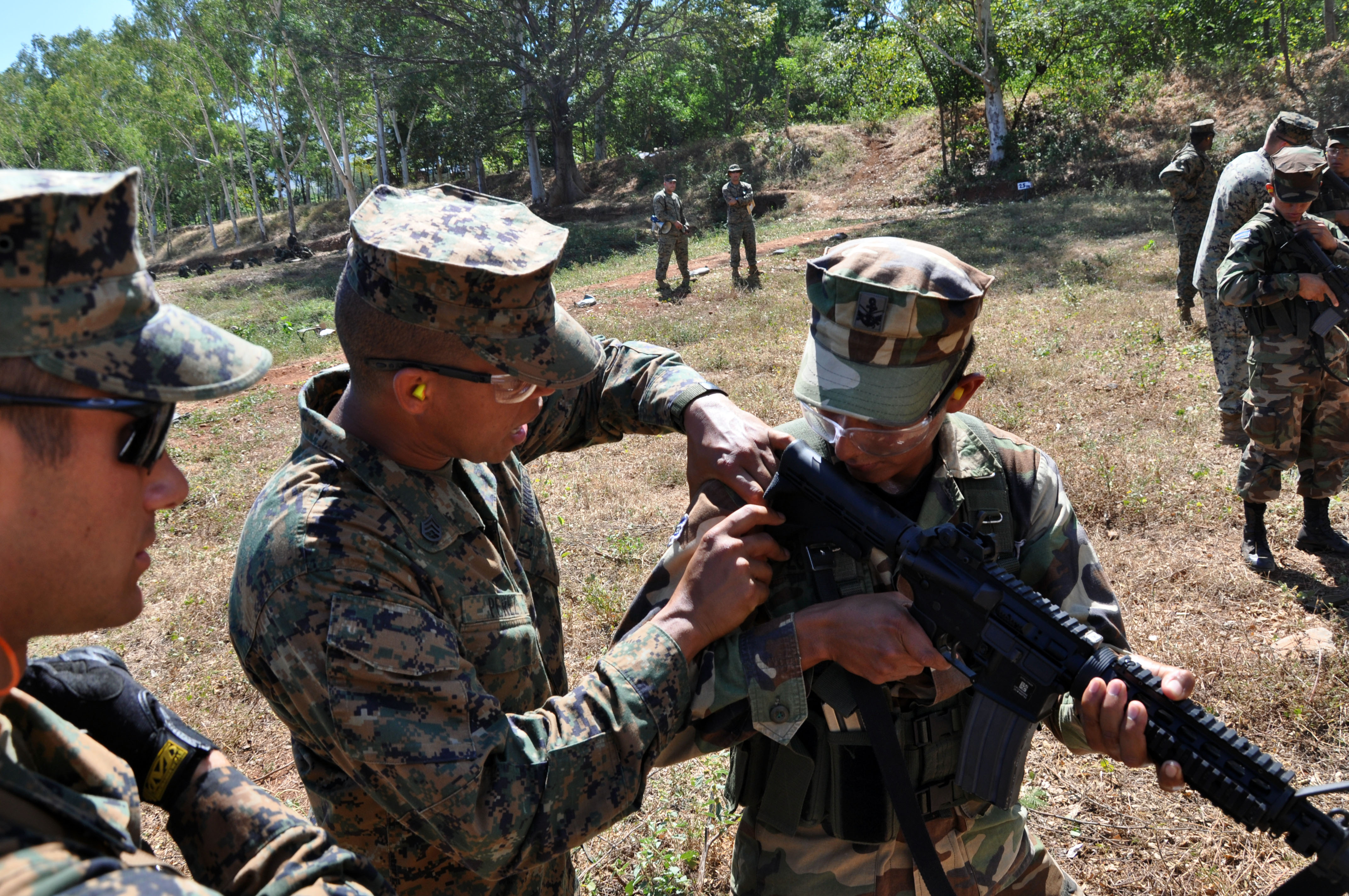
морские пехотинцы США обучают морских пехотинцев Сальвадора стрельбе из карабина M4А1 (15 декабря 2011)

Местом постоянной дислокации подразделения морской пехоты является военно-морская база Пунта-Рука на побережье Тихого океана в департаменте Ла-Уньон.
Рота морской пехоты имеет штатную численность 150 военнослужащих (пять офицеров, сержанты и солдаты) и включает в себя штаб (пять военнослужащих – командир подразделения, радиооператор, медик и др.), три стрелковых взвода (31 военнослужащий в каждом) и один взвод тяжёлого оружия.
Личный состав обмундирован в пятнистый камуфляж местного производства с подсумками A.L.I.C.E. и армейские ботинки, однако морским пехотинцам разрешено носить униформу и снаряжение, купленные за собственные средства, поэтому часть военнослужащих носит униформу и снаряжение производства США. 
На вооружении морской пехоты находится оружие, полученное в 1980е годы по программе военной помощи из США: четыре 60-мм миномёта M-2, шесть пулемётов M-60, автоматы M-16А1, шесть винтовок M-14 без оптических прицелов, у офицеров – карабины CAR-15 и 9-мм пистолеты Browning HP. Также у подразделения есть несколько радиопередатчиков AN/PRC-77 и один радиопередатчик RF-3090 (установленный в штабе).
В 2006 - 2008 гг. из США для вооружённых сил Сальвадора была поставлена партия автоматических карабинов M4 и M4А1, после этого морские пехотинцы были довооружены автоматическими карабинами M4А1 с прицельными планками Пикатинни.
Личный состав подразделения подготовлен лучше, чем военнослужащие армейских подразделений (подготовка каждого морского пехотинца составляет 18 месяцев, в то время как продолжительность срочной службы составляет 12 месяцев), каждый морской пехотинец умеет плавать. Некоторые военнослужащие проходят обучение и тренировки по программе IMET вооружённых сил США.